# Pesnica pri Mariboru
Pesnica pri Mariboru – wieś w Słowenii, siedziba gminy Pesnica. W 2018 roku liczyła 876 mieszkańców.